# كرايغ أوليفر
كرايغ أوليفر هو صحفي كندي، ولد في 8 نوفمبر 1938.